# Cichlocolaptes leucophrus
A Cichlocolaptes leucophrus a madarak (Aves) osztályának verébalakúak (Passeriformes) rendjébe és a fazekasmadár-félék (Furnariidae) családjába tartozó faj.

## Rendszerezése
A fajt William Jardine és Prideaux John Selby írta le 1830-ban, az Anabates nembe Anabates leucophrus néven.

## Alfajai
- Cichlocolaptes leucophrus leucophrus (Jardine & Selby, 1830)
- Cichlocolaptes leucophrus holti (Pinto, 1941)[2]

## Előfordulása
Brazília délkeleti részén, az Atlanti-óceán parti sávjában honos. Természetes élőhelyei a  szubtrópusi vagy trópusi síkvidéki és hegyi esőerdők.

## Megjelenése
Testhossza 23 centiméter.

## Életmódja
Ízeltlábúakkal táplálkozik.

## Természetvédelmi helyzete
Az elterjedési területe nagyon nagy, egyedszáma ugyan csökken, de még nem éri el kritikus szintet. A Természetvédelmi Világszövetség Vörös listáján nem fenyegetett fajként szerepel.